# Перелогов, Тимофей Иванович
Тимофей Иванович Перело́гов (1765–1841) — русский математик, ординарный профессор Московского университета.

## Биография
Родился 1 (12) марта 1765 года в селе Перелоги Суздальского уезда Владимирской губернии. Его отец, Иван Иванович (впоследствии Иоаким, иеромонах Московского Новоспасского монастыря), был священником.
Тимофей Перелогов сначала учился в Суздальской духовной семинарии, где ему и была дана, по обычаю того времени, его фамилия, а потом во Владимирской семинарии после присоединения к ней Суздальской. В 1782 году он поступил в Московский университет вследствие приглашения, с которым университетское начальство обратилось к лучшим из семинаристов. Особенное внимание во время своего студенчества Перелогов обратил на изучение французского языка, которое студенты университета посещали по распоряжению начальства. Уроки давал, состоявший при университетской гимназии, преподаватель Ж. Бодуэн, ставший позднее экстраординарным профессором университета. Практическое усвоение языка состоялось в семье другого преподавателя того же языка, Дешана, в которой Перелогов специально с этой целью жил некоторое время. Так же усиленно занимался он и изучением английского языка, преподававшегося в университете до конца 1784 года профессором Десницким, а после — лектором Джоном Бели.
После окончания университета, с 1784 года Т. И. Перелогов преподавал математику в университетском пансионе, а в 1801—1812 годах дополнительно преподавал английский и французский языки — и в пансионе, и в университете. В 1807 году он был назначен инспектором учащихся университетской гимназии.
В сентябре 1812 года, спасаясь от французов, выехал из Москвы в Нижний Новгород. По возвращении в Москву, в 1813 году занял в Московском университете кафедру математики и приступил к чтению там лекций по чистой математике в звании адъюнкта. Звание экстраординарного профессора чистой математики Перелогов получил в 1814 году, а ординарного — в 1820 году. В 1825 году после 25-летней службы он вышел в отставку с чином коллежского советника и орденом Св. Владимира 4-й степени. Но до 1839 года он оставался преподавателем математики и французского языка в московском воспитательном доме.
Перелогов был известен своей точностью, набожностью и безукоризненной честностью. Из его литературных трудов пользовались большим распространением, и даже после его смерти, грамматики и хрестоматии французского и английского языков.
Приходился тестем математику Н. Е. Зернову.